# Midrash

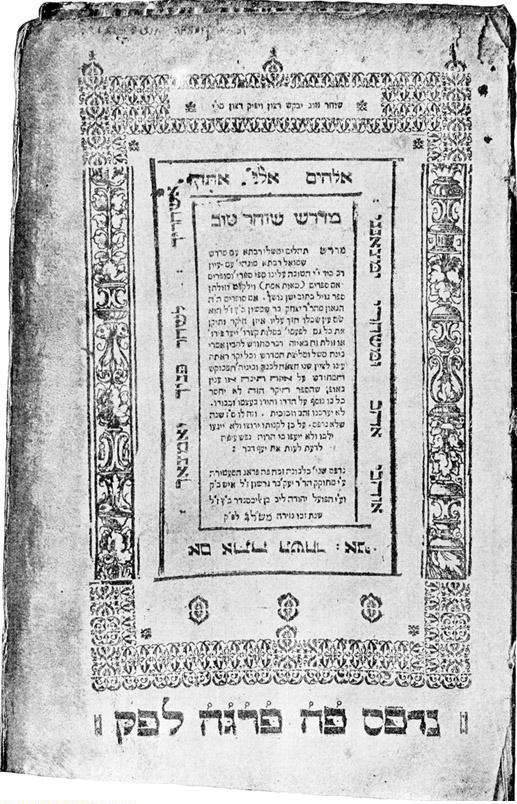
Portada, Midrash Tehillim

Midrash (en hebreo: מדרש‎; «explicación»; plural midrashim) es un término hebreo que designa un método judío de exégesis de un texto bíblico, dirigido al estudio o investigación que facilite la comprensión de la Torá.  El Midrash toma elementos actuales para ejemplificar de un modo comprensible los textos antiguos. Su etimología proviene del verbo hebreo darâs, que significa «buscar, investigar, estudiar».
El término midrash también puede referirse a una compilación de las enseñanzas midráshicas en forma de comentarios legales, exegéticos u homiléticos del Tanaj y del Talmud.Tales obras contienen interpretaciones tempranas y comentarios sobre la Torá escrita y la Torá oral (ley y sermones transmitidos oralmente), así como literatura rabínica no legalista (agadá) y ocasionalmente leyes religiosas judías (halajá), que por lo general conforman un comentario continuo sobre pasajes específicos en la Biblia hebrea (Tanaj).
El término midrash puede referirse a una recopilación de estos escritos rabínicos creados entre los años 400 y 1200 d. C.De acuerdo con Gary Porton y Jacob Neusner, midrash tiene tres significados técnicos:
1. Interpretación bíblica judáica;
2. el método usado a la hora de interpretar;
3. una colección de tales interpretaciones.[5]

## Formas de la literatura midráshica
- La Agadá: La interpretación narrativa o alegórica, no legal.
- La Halajá: La interpretación normativa legal.
- El Pésher: La interpretación visionaria.

### Agadá
Son el conjunto de interpretaciones homiléticas de las partes no legales del Tanaj. Se caracterizan por una mayor libertad de exposición que la Halajá. Estas explicaciones podían ser disquisiciones filosóficas o místicas sobre ángeles, demonios, el paraíso, el infierno, el Mesías, Satanás, leyendas, idolatría, etc.

### Halajá
Se llaman así a los trabajos de la literatura rabínica en que están identificadas las fuentes del Tanaj en las leyes tradicionalmente recibidas. A menudo son anteriores a la Mishná. Su origen data del retorno de los judíos del Cautiverio de Babilonia. Si bien la Torá era el centro de la vida religiosa de todos los judíos, los estudiosos coinciden en que el período está marcado por una gran diversidad, por lo que la centralidad de la Torá variaría según los grupos. Una preocupación de las autoridades judías era asegurar el cumplimiento de los mandatos de la Torá. Ya que había sido escrita en el pasado, parecía necesaria una adaptación o explicación para la vida contemporánea.

### Pésher
El Pésher (en hebreo: פשר) es un tipo de midrash, se postula que las escrituras están escritas en dos niveles, uno para lectores con conocimiento limitado, y otro oculto, disponible solamente para los especialistas con un mayor conocimiento, este es el Pésher, la palabra deriva de la raíz de un verbo hebreo, que significa “interpretar”, y es usada frecuentemente para introducir la explicación de un fragmento de las Sagradas Escrituras, así como los comentarios de Qumrán de los libros proféticos y las interpretaciones de sueños que hace el profeta Daniel.

## Midrash neotestamentario
Como segunda acepción, en los últimos años se viene hablando de estilo midráshico para denominar al utilizado en algunos pasajes del Nuevo Testamento, por el cual se hace referencia a textos del Antiguo Testamento, que entremezclados con hechos actuales para el autor (en este caso el evangelista), intentan hacer más comprensibles y dotar de una enseñanza, de un significado profundo los relatos a sus contemporáneos neotestamentarios. Además, de este modo, el autor establece un paralelismo entre los hechos contemporáneos para él y los hechos narrados en el Antiguo Testamento. De textos con midrash neotestamentario podemos tomar como ejemplo el bautismo de Jesús en el río Jordán o la visita de María a su prima Isabel, entre otros muchos. Con esto, el evangelista establece un nexo entre María embarazada y el Arca de la Alianza, que porta en su interior la presencia de Dios para los judíos, mostrando así que Jesús,  encarnado en María, es Dios hecho hombre. Este modo de exégesis del Nuevo Testamento lo dota, según los que tienen valor este modo de comprender el Evangelio, de "un modo mucho más profundo y bello de ver a Dios en las Sagradas Escrituras. Muestra la intención del evangelista de quien es Dios, a entender a Jesús hombre, y a las Sagradas Escrituras, que trascienden como experiencias de Dios, superando todos los conceptos que se hacen tradición, es comprender el Nuevo Testamento bajo un modelo.

## Midrashim escritos durante la época de los Tanaim
Tanaim (en hebreo: תנאים) (en singular: taná) es la denominación de los sabios rabínicos cuyas opiniones son recordadas en la Mishná, una obra que fue escrita aproximadamente entre los años 1-200 d. C.
Alfabeto del rabino Akiva. El alfabeto de Akiva ben Iosef es un midrash que trata sobre los nombres de las letras del alfabeto hebreo.
Baraita del rabino Ismael (en hebreo: ברייתא דרבי ישמעאל). La Baraita del Rabino Ismael, es un midrash que explica las 13 leyes del Rabino Ismael, y muestra su aplicación mediante ilustraciones de la Torá. La baraita constituye la introducción de la Sifrá, y la precede en todas las ediciones, conteniendo los principios de aplicación de la Sifrá.
Meguilat Antiochus. Este midrash cuenta la historia de Janucá y la victoria de los Macabeos sobre el Imperio seléucida.
Mejiltá del rabino Ismael. Este es un comentario halájico sobre el libro del Éxodo, que se concentra en las secciones legales, que van desde Éxodo 12 a 35. Sus disposiciones halájicas se derivan de los versos bíblicos. Esta colección de midrashim fue redactada en su forma final alrededor del siglo tercero o cuarto. Su contenido indica que sus fuentes son algunos midrashim más antiguos, que se remontan posiblemente a la época del Rabino Akiva. El midrash de Éxodo que conocían los Amoraim no es el mismo que la Mejiltá actual, su versión era solo el núcleo de lo que más tarde se convirtió en la forma actual. La Mejiltá funciona esencialmente como un comentario sobre el Libro del Éxodo. Hay dos versiones de esta colección de midrashim. Una es la Mejiltá del Rabino Ismael, la otra es la Mejiltá del Rabino Shimon bar Yojai. Antiguamente, existía una tercera versión que actualmente no se conserva.
Mejiltá del rabino Shimon bar Yohai. El primero todavía se estudia hoy, mientras que el último fue utilizado por muchas autoridades judías medievales. Mientras que el último texto (Bar Yochai) circuló popularmente en forma de manuscrito desde el siglo XI hasta el siglo XVII, se perdió para todos los efectos prácticos, hasta que fue redescubierto e impreso en el siglo XIX. La Mejiltá del Rabino Shimon bar Yochai, se basa en el mismo material central que la Mejiltá del Rabino Ismael, que siguió una segunda ruta de comentarios y edición, y finalmente surgió como un trabajo distinto. La Mejiltá del Rabino Shimon Bar Yochai, es un midrash exegético que va del capítulo 3 del libro del Éxodo, hasta el capítulo 35 de dicho libro, y se remonta aproximadamente al siglo IV.
Mejiltá del Libro de Deuteronomio (en hebreo: מכילתא לספר דברים) (transliterado: Mejiltá le-Séfer Devarim) es un midrash halájico del libro de Deuteronomio, perteneciente a la escuela del Rabino Ismael. Esta obra no se conserva actualmente.
Midrash Vayisau (en hebreo: מדרש ויסעו) es uno de los midrashim más pequeños. Este pequeño midrash, "la leyenda heroica de los hijos de Jacob", se basa en Génesis 35 y 36, y relata la historia de las guerras de Jacob y sus hijos contra los reyes de los amorreos y contra Esaú y su ejército.
Séder Olam Rabá (el Gran Orden del Universo), tradicionalmente es atribuido al sabio de la época de los Tanaim, el Rabino José ben Halafta. Esta obra cubre diversos temas, desde la Creación del Universo, hasta la construcción del Segundo Templo en Jerusalén.
Sifrá. La Sifrá del Libro de Levítico. El trabajo de la Sifrá sigue la tradición del Rabino Akiva ben Iosef, con adiciones de la escuela del Rabino Ismael. Las referencias en el Talmud referentes a la Sifrá son ambiguas; Es incierto si los textos mencionados en el Talmud son de una versión anterior a la Sifrá, o provienen de las fuentes a las que la Sifrá también recurrió. Las referencias relativas a la Sifrá de la época de los primeros rabinos medievales y los rabinos posteriores, corresponden al texto actual. El núcleo de ese texto se desarrolló a mediados del siglo tercero, como una crítica y un comentario de la Mishná, aunque las adiciones y ediciones posteriores continuaron durante algún tiempo después.
Sifré. El Sifré de Números y Deuteronomio, se remonta principalmente a las escuelas de los Rabinos Akiva e Ismael. Este trabajo es principalmente un midrash halájico, pero incluye una largo fragmento de hagadá en las secciones 78-106. Las referencias en el Talmud y en la literatura posterior de los Gueonim, indican que el núcleo original del Sifré estaba en el Libro de los Números, el Libro del Éxodo, y el Libro de Deuteronomio. Sin embargo, la transmisión del texto era imperfecta, y en la Edad Media solo quedaban los comentarios sobre los libros de Números y Deuteronomio. El material del núcleo fue redactado a mediados del siglo tercero.
Sifré Zutá (El pequeño Sifré) este trabajo es un comentario halájico sobre el Libro de Números. El texto de este Midrash solo se conserva parcialmente en obras medievales, mientras que otras partes fueron descubiertas por Solomon Schechter en su investigación en la famosa Geniza de El Cairo. Parece ser más antiguo que la mayoría de los otros midrashim procedentes de principios del siglo tercero.

## Midrashim escritos durante la época de los Gueonim
Los gueonim (en hebreo: גְּאוֹנִים, en singular: gaón, גָּאוֹן) fueron los presidentes de las grandes academias judías de Babilonia: Sura, Pumbedita y Nehardea, y eran generalmente aceptados como líderes espirituales de la comunidad judía en todo el Mundo durante la temprana Edad Media, en contraste con el exilarca (Rosh Galuta), que era la autoridad secular reconocida por la autoridad dominante en Babilonia. El período de los gueonim en Babilonia se extiende entre el año 589 y el 1038, luego del período de los savoraim. El primer gaón de Sura, según Sherira Gaón, fue Mar Rab Mar, el último gaón de Sura fue Samuel Ben Hofni, y el último gaón de Pumbedita fue Ezequías Gaón, que fue torturado y muerto aproximadamente en 1040.
- Alfabeto de Ben Sira
- Apocalipsis de Zorobabel
- Avot del Rabino Natán
- Baraita de Samuel
- Cantar de los Cantares Zutá
- Crónica de Moisés
- Eclesiastés Zutá
- Lamentaciones Zutá
- Midrash Aseret HaDibrot
- Midrash Eser Galiyyot
- Midrash Hashkem
- Midrash Petirat Aharón
- Midrash Petirat Moshé
- Midrash Proverbios
- Midrash Salmos
- Midrash Samuel
- Midrash Tanhuma
- Pesikta del Rabino Kahana
- Pesikta Rabati
- Pirké del Rabino Eliezer
- Ruth Zutá
- Séder Olam Zutá
- Shiur Komah
- Tana Devei Eliyahu
- Tárgum Shení

## Midrashim escritos durante la época de los Rishonim
Los Rishonim (en hebreo: ראשונים; en singular. ראשון, Rishón, literalmente "los primeros") fueron los rabinos principales y los Poskim (referentes) que vivieron aproximadamente entre el siglo XI y el siglo XV, antes de la escritura del Shulján Aruj y después de los Gueonim. Los rabinos eruditos posteriores a la redacción del Shulján Aruj son conocidos como los Ajaronim, "los últimos". El período de los Rishonim se extiende entre el año 1050 y el 1500.
- Génesis Zutá
- Midrash Agadá
- Midrash Cantar de los Cantares
- Midrash HaGadol
- Midrash HaHefez
- Midrash Jonás
- Midrash Konen
- Midrash Maaseh Torá
- Midrash Tadshé
- Midrash Temurá
- Midrash Vayosha
- Séfer HaYashar
- Yalkut Shimoni

## Midrashim escritos durante la época de los Ajaronim
Los Ajaronim (en hebreo: אחרונים; en singular: אחרון, Ajarón; literalmente. "Los últimos") fueron los rabinos principales y los Poskim (referentes) que vivieron desde el siglo XVI hasta nuestros días, luego de la escritura del Shulján Aruj.
- Ein Yaakov (Jacob ibn Habib)
- El libro de las leyendas (Jaim Najman Biálik)
- Leyendas de los judíos (Louis Ginzberg)
- Tseno Ureno (Jacob ben Isaac Ashkenazi)

## Midrash Rabá
Midrash Rabá son los midrashim legendarios que están relacionados con los libros del Torá y de los Cinco Rollos. La palabra "Rabá" (en hebreo: רבה) significa "grande". Estos midrashim son los siguientes:
- Génesis Rabá
- Éxodo Rabá
- Levítico Rabá
- Números Rabá
- Deuteronomio Rabá
- Cantar de los Cantares Rabá
- Ruth Rabá
- Esther Rabá
- Lamentaciones Rabá
- Eclesiastés Rabá

## Midrashim menores
Existen varios midrashim de menor tamaño, y generalmente de una fecha más tardía. Estos midrashim tratan sobre diversas historias y leyendas. Algunos de ellos son los siguientes:
- Crónica de  Moisés
- Midrash Abba Gorion
- Midrash Abkir.
- Midrash Al Yithalel.
- Midrash Aseret ha-Dibrot.
- Midrash Eleh Ezkerah.
- Midrash Eser Galiyot.
- Midrash Esfá.
- Midrash Halel.
- Midrash Lejú Neranená.
- Midrash Maasé Torá.
- Midrash Petirat Aharon.
- Midrash Petirat Moshé.
- Midrash Taamé Haserot ve-Yeterot.
- Midrash Tadshé.
- Midrash Temurá.
- Midrash Va-Yekullu.
- Midrash Vayisau.
- Midrash Vayoshá.